# هميلتون
هاملطن هي بلدة، في المملكة المتحدة، تقع في ساوث لانركشاير، وهي عاصمتها، بلغ عدد سكانها 53,188 نسمة وذلك حسب إحصائيات سنة 2011، رمزها البريدي هو ML3.

## أعلام
- باري فيرغسون
- بوبي ريد
- جوك ستين
- جون دوي
- جون ماكلوسكي